# Вртлић (Курба Вела)
43° 41′ 34″ N 15° 32′ 46″ E / 43.69278° С; 15.54611° И
Вртлић је ненасељено острвце у хрватском дијелу Јадранског мора. Налази се у Корнатском архипелагу око 3 km сјевероисточно од рта Меде на Курби Велој и острвцима Самоград и Мртовњак. Дио је Националног парка Корнати. Његова површина износи 0,013 km², док дужина обалске линије износи 0,42 km. Највиши врх је висок 9 m. Грађен је од кречњака и доломита кредне старости. Административно припада општини Муртер-Корнати у Шибенско-книнској жупанији.